# مرکز پژوهشی یولیش
مؤسسهٔ پژوهشی یولیش (به آلمانی: Forschungszentrum Jülich GmbH) یکی از بزرگ‌ترین مراکز پژوهشی بین‌رشته‌ای در اروپا و عضو انجمن هلمهولتس مراکز تحقیقاتی آلمان می‌باشد. این مؤسسه در سال ۱۹۵۶ بنا نهاده شد و در شهر یولیش در آلمان قرار دارد.

## زمینه‌های پژوهشی
پژوهش در این مرکز پژوهشی به چهار بخش اصلی تقسیم شده است: بهداشت، اطلاعات، محیط زیست و انرژی.
ساختار مرکز پژوهشی به صورت زیر می‌باشد: 
در کل ۱۱ مؤسسه با ۸۰ زیر مجموعه فعال هستند:
- مؤسسه شبیه‌سازی پیشرفته (IAS)
- مؤسسه علوم زیستی و زمین‌شناسی (IBG)
- مؤسسه سامانه‌های پیچیده (ICS)
- مؤسسه انرژی و تحقیقات اقلیمی (IEK)
- مؤسسه علوم اعصاب و پزشکی (INM)
- مرکز دانش نوترون یولیش (JCNS)
- مؤسسه فیزیک هسته‌ای (IKP)
- مؤسسه پیتر گرونبرگ (PGI)
- مؤسسه نانو الکترونیک (PGI-2/IAS-3)
- مؤسسه تحقیقاتی تولید و ذخیره هیدروژن (INW)
- مؤسسه مهندسی، الکترونیک و آنالیز (ZEA)

## کارکنان
در این مرکز تقریبا ۶۴۰۰ نفر مشغول کار، تحصیل و تحقیق هستند و از این تعداد، حدود ۲۴۷۰ نفر پژوهشگر میباشند (شامل حدود ۵۰۰ دانشجوی دکتری و ۱۵۰ دانشجوی کارشناسی ارشد از ۵۹ کشور). (آمار سال ۲۰۲۱ در پرتال سازمان)
حدود ۷۰۰ پژوهشگر مهمان هر ساله از حدود ۵۰ کشور جهان به این مرکز می‌آیند.

## تأسیسات
- سینکروترون COSY
- رآکتور پژوهشی FRJ-2
- ابررایانه‌ها، از جمله کامپیوتر کوانتومی JUNIQ
- JUGENE، این ابررایانه که از فوریهٔ ۲۰۰۸ رسماً آغاز به کار کرده‌است، در هنگام راه‌اندازی سریع‌ترین ابررایانهٔ اروپا و سومین ابررایانهٔ سریع جهان بود.[۳]
- توکامک TEXTOR